# Nanseia
Nanseia là một chi bọ cánh cứng trong họ 
Elateridae.
Chi này được miêu tả khoa học năm 1985 bởi Kishii.

## Các loài
Các loài trong chi này gồm:
- Nanseia erabuensis (Kishii, 1966)
- Nanseia illinitus (Candèze, 1889)